# Klaten (regentschap)

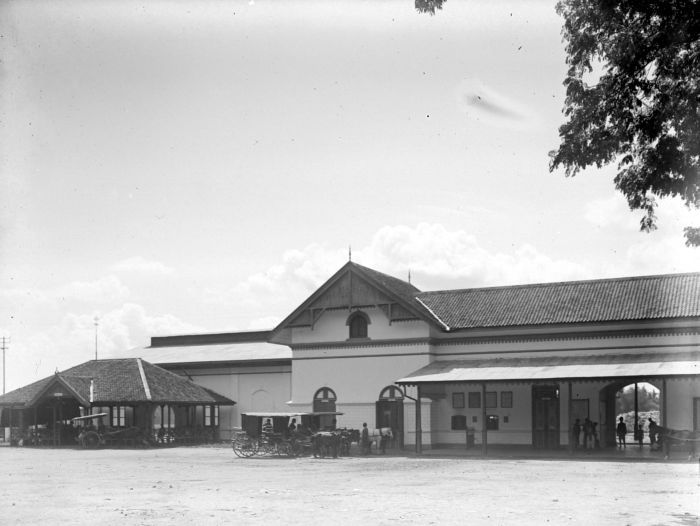
Station van Klaten (rond 1903-1910)

Klaten is een regentschap in de provincie Midden-Java in Indonesië. Ook de hoofdstad heet Klaten.
Klaten grenst aan het regentschap Boyolali in het noorden, regentschap Sukoharjo en Wonogiri in het oosten, en Jogjakarta naar het zuiden en westen. Het bouwwerk Prambanan in het regentschap is een van de grootste Hindoegebouwen in Indonesië.
De aardbeving op Java in 2006 beschadigde de omgeving in de buurt van de actieve vulkaan Merapi in het centrum van Java.
Klaten heeft een vochtig klimaat. Het landoppervlak is volledig verbouwd, niet veel natuurlijke vegetatie wordt gelaten. Het landschap is grotendeels bedekt met op regen gebaseerd akkerland. Het heeft een tropisch moessonklimaat (kort droog seizoen met moessonregens in de andere maanden), met een tropisch vochtige bosbiosfeer.

## Geboren in Klaten
- Jan Willem Storm van Leeuwen (1941), Nederlands natuurwetenschapper, publicist en fotograaf

Stadsgemeenten: Magelang · Surakarta · Salatiga · Semarang · Pekalongan · Tegal

Regentschappen: Banjarnegara · Banyumas · Batang · Blora · Boyolali · Brebes · Cilacap · Demak · Grobogan · Japara · Karanganyar · Kebumen · Kendal · Klaten · Kudus · Magelang · Pati · Pekalongan · Pemalang · Purbalingga · Purworejo · Rembang · Semarang · Sragen · Sukoharjo · Tegal · Temanggung · Wonogiri · Wonosobo